# Barbey-Seroux
Barbey-Seroux è un comune francese di 143 abitanti situato nel dipartimento dei Vosgi nella regione del Grand Est.

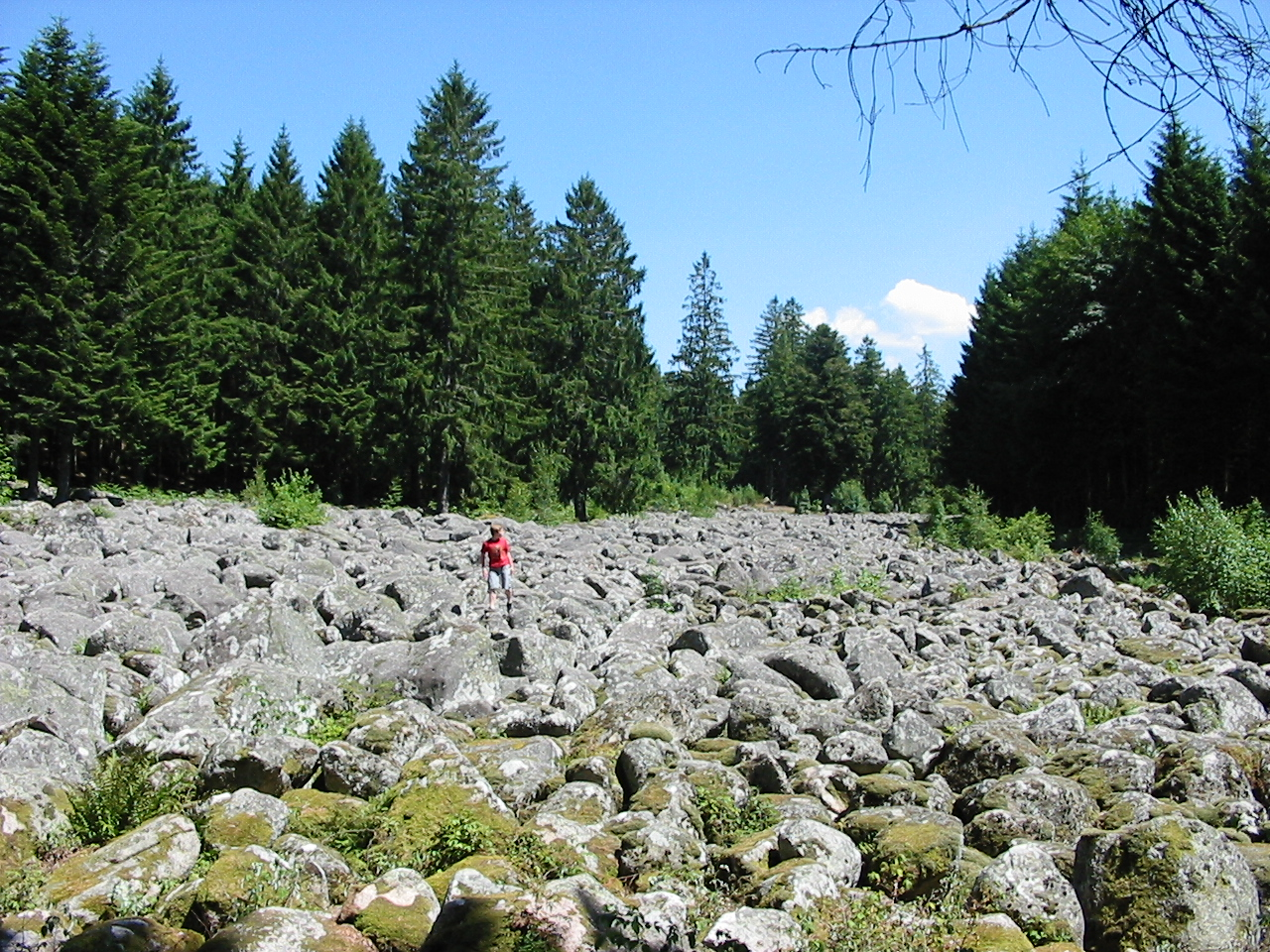
Champ de Roches

## Società

### Evoluzione demografica
Abitanti censiti